# Danilo Ostojić
Danilo Ostojić (in serbo Данило Остојић?; Belgrado, 11 maggio 1996) è un cestista serbo.